# Dragă, am micșorat copiii! (serial)
Dragă, am micșorat copiii! (în engleză Honey, I Shrunk the Kids: The TV Show, cunoscut pe scurt și ca Honey, I Shrunk the Kids) este un serial TV SF de comedie din 1997 parte a francizei Dragă, am micșorat copiii. A fost produs de Plymouth Productions, St. Clare Entertainment și Walt Disney Television și a avut trei sezoane a câte 22 de episoade fiecare (în total 66 de episoade).
Peter Scolari a preluat rolul lui Wayne Szalinski, inventatorul ciudat interpretat de Rick Moranis în filmul original. Fiecare episod încorporează noi tehnologii și efecte digitale pentru a prezenta familia în diverse noi aventuri. Serialul a fost filmat în Calgary, Alberta, studiourile principale fiind situate în Currie Barracks, un cămin dezafectat al Forțelor armate Canadiene.
A debutat la 27 septembrie 1997, iar ultimul episod a fost transmis la 20 mai 2000.
A fost redifuzat pe Disney Channel din 2001 până în 2006 și redifuzat pe Discovery Family din 11 octombrie 2010 până pe 13 septembrie 2013.